# إدوارد ويلكيرسون
إدوارد ويلكيرسون (بالإنجليزية: Edward Wilkerson)‏ هو عازف جاز وملحن أمريكي، ولد في 27 يوليو 1953 في تير هوت في الولايات المتحدة.

## وصلات خارجية
- إدوارد ويلكيرسون على موقع ميوزك برينز (الإنجليزية)
- إدوارد ويلكيرسون على موقع أول ميوزيك (الإنجليزية)
- إدوارد ويلكيرسون على موقع ديسكوغز (الإنجليزية)